# Josafat Moščyč
Josafat Moščyč (in ucraino Йосафат Мощич?; Staryj Sambir, 16 settembre 1976) è un vescovo cattolico ucraino, dal 12 settembre 2017 primo eparca di Černivci.
È il più giovane ordinario diocesano in carica e appartiene alla Chiesa sui iuris della Chiesa greco-cattolica ucraina.

## Biografia
Nato nel 1976 a Staryj Sambir nell'Oblast' di Leopoli nell'allora RSS Ucraina (oggi in Ucraina) non lontano dal confine con la Polonia, nel 1998 è stato ordinato diacono e nel 1999 prete. 
Nel 2002 si è licenziato in teologia morale presso l'Accademia Alfonsiana di Roma e nel 2003 ha seguito il corso di vocazione spirituale presso la Facoltà di Scienze dell'Educazione dell'Università Pontificia Salesiana, lo stesso anno è diventato superiore generale della Congregazione missionaria di Sant'Andrea Apostolo.
Il 27 maggio 2014, all'età di soli 37 anni, è stato nominato vescovo titolare di Pulcheriopoli ed ausiliare dell'arcieparchia di Ivano-Frankivs'k, in Ucraina. 
Il 7 maggio 2016 ha presieduto la liturgia in rito bizantino-slavo presso la chiesa greco-cattolica ucraina nella chiesa di San Michele Arcangelo a Bologna.
Il 12 settembre 2017 è stato eletto primo eparca di Černivci.
Parla correttamente l'ucraino, il polacco, il russo e l'italiano.

## Genealogia episcopale
La genealogia episcopale è:
- Patriarca Geremia II Tranos
- Arcivescovo Michal Rahoza
- Arcivescovo Hipacy Pociej
- Arcivescovo Iosif Rucki
- Arcivescovo Antin Selava
- Arcivescovo Havryil Kolenda
- Arcivescovo Kyprian Žochovs'kyj
- Arcivescovo Lev Zaleski
- Arcivescovo Jurij Vynnyc'kyj
- Arcivescovo Luka Lev Kiszka
- Vescovo György Bizánczy
- Vescovo Inocențiu Micu-Klein, O.S.B.M.
- Vescovo Mihály Emánuel Olsavszky, O.S.B.M.
- Vescovo Vasilije Božičković, O.S.B.M.
- Vescovo Grigore Maior, O.S.B.M.
- Vescovo Ioan Bob
- Vescovo Samuel Vulcan
- Vescovo Ioan Lemeni
- Arcivescovo Spyrydon Lytvynovyč
- Arcivescovo Josyf Sembratowicz
- Cardinale Sylwester Sembratowicz
- Arcivescovo Julian Kuiłovskyi
- Arcivescovo Andrej Szeptycki, O.S.B.M.
- Cardinale Josyp Ivanovyč Slipyj
- Cardinale Ljubomyr Huzar, M.S.U.
- Arcivescovo Ihor Voz'njak, C.SS.R.
- Arcivescovo Svjatoslav Ševčuk
- Vescovo Josafat Moščyč, C.M.S.A.A.